# استهلاك الوقود بالتنكة

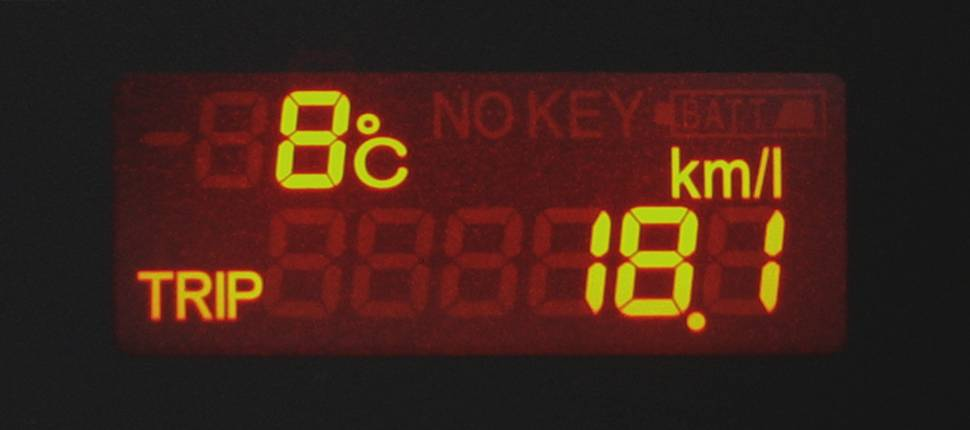

إن استهلاك الوقود في أمريكا و بريطانيا و في كندا أحيانا يحسب بطريقة ميل لكل غالون (mpg) أي Mile Per Gallon بالإنجليزية. أما في معظم دول العالم يحسب بطريقة لتر/100 كم إلا في البلاد العربية فتجدهم يحسبونه بطريقة كم/تنكة فما هي التنكة و كيف يمكن التحويل بين هذه الوحدات؟ و كيف يمكن حساب تكلفة كل كيلو متر إذا كنت تعرف مصروف سيارتك

## ما هي التنكة؟
التنك هي مَعْدِنٌ أبْيَضُ يُسْتَخْرَجُ مِنَ الحَدِيدِ الْمَمْزُوجِ بِالقَصْدِيرِ.

التنكة وعاءٌ من الصفيح.
أما في الاصطلاح الشعبي فالتنكة تساوي 20 لتراً. و تستخدم هذه الوحدة عادة كوحدة قياس الوقود و المياه و حتى كوحدة لقياس كمية زيت الزيتون في بلاد الشام

## كيفية التحويل بين الوحدات
للتحويل بين mpg و كم/100 لتر و لتر/تنكة يجب الأخذ بعين الاعتبار أن الغالون البريطاني (الامبراطوري) يختلف عن الغالون الأمريكي.
الغالون الامبراطوري = 4.5 لتر
الغالون الأمريكي = 3.79 لتر
ما سنهتم به هنا هو التحويل من mpg الأمريكي إلى كم/تنكة و أيضا بالتحويل من لتر/100كم إلى كم/تنكة، و ذلك لأن معظم المركبات في العالم العربي تأتي بإحدى هاتين الوحدتين.

### التحويل من mpg إلى كم/تنكة
كلا الوحدتين تمثل المسافة لكل كمية معينة من الوقود و عليه فإن العلاقة بينهما علاقة طردية. و كلما زادت القيمة اعتُبرت مؤشراً على التحسن في استهلاك الوقود، إذ أن المسافة المقطوعة بالنسبة لكمية الوقود زادت.
- كل 1 كم/تنكة = 0.1176 mpg
- كل 1 mpg = تقريبا 8.503 كم/تنكة

و عليه إذا كان معدل استهلاك سيارتك مثلا يساوي 25 mpg فما عليك سوى الضرب في 8.5 ليكون الناتج تقريبا 212 كم/تنكة

معدل الاستهلاك (كم/تنكة) = 8.5 × معدل الاستهلاك (mpg)
لتسهيل الحساب إليك الجدول التالي:
| mpg | = | كم / تنكة |
| --- | - | --------- |
| 10  | = | 85        |
| 12  | = | 102       |
| 14  | = | 120       |
| 16  | = | 136       |
| 18  | = | 153       |
| 20  | = | 170       |
| 22  | = | 187       |
| 24  | = | 204       |
| 26  | = | 221       |
| 28  | = | 238       |
| 30  | = | 255       |

### التحويل من لتر/100 كم إلى كم/تنكة
لاحظ أن الوحدتين هنا تختلفان من زاوية الرؤية إذ أن لتر/100كم تهتم بكمية استهلاك الوقود بالنسبة لمسافة ثابتة و محددة، و عليه فإنه كلما زادت القيمة فهذا دليل زيادة في استهلاك الوقود. أما كم/تنكة فتهتم بالمسافة المقطوعة بالنسبة لكمية وقود محددة (و هي 20 لتر)، لذا فإن أي زيادة في هذا الرقم تعني نقصا في معدل الاستهلاك. أي أن العلاقة بين هذين الوحدتين علاقة عكسية
- 1 كم/تنكة تعادل 2000 لتر/100كم
- 1 لتر/100كم تعادل 2000 كم/تنكة

للتحويل من أي وحدة إلى أخرى تستخدم نفس المعادلة
{\displaystyle y={\frac {2000}{x}}}
و عليه إذا كان معدل سيارتك مثلا يساوي 11 لتر/100كم فما عليك سوى أن تقسم العدد 2000 على ذاك الرقم ليكون الناتج تقريبا 181 كم/تنكة
لتسهيل الحساب إليك الجدول التالي
| لتر / 100 كم | = | كم / تنكة |
| ------------ | - | --------- |
| 25           | = | 80        |
| 20           | = | 100       |
| 15           | = | 133       |
| 14           | = | 143       |
| 13           | = | 154       |
| 12           | = | 167       |
| 11           | = | 181       |
| 10           | = | 200       |
| 9            | = | 222       |
| 8            | = | 250       |
| 7            | = | 286       |
| 6            | = | 333       |
| 5            | = | 400       |

## كيف تحسب تكلفة الكيلومتر الواحد؟
بعد أن عرفنا كيفية التحويل بين الوحدات فإن حساب سعر الكيلو متر يصبح سهلاً. فلنفترض أن استهلاك سيارتك هو 150كم/تنكة و أن سعر لتر الوقود هو 0.525 قرشا (أو سعر التنكة = 10.50) فكم يكلفك الكيلو متر الواحد
تكلفة الكيلومتر = سعر التنكة / معدل الاستهلاك

و إذا طبقنا هذا على المثال السابق فإن الناتج هو
{\displaystyle {\frac {{20}\times {0.525}}{150}}=0.07}
أي أن كل كيلومتر يكلفك 7 قروش

## اقرأ أيضا
- وقود
- معدل استهلاك الوقود